# Shin’yō (Sprengbootklasse)
Die Sprengboote vom Typ Shin’yō (jap. 震洋, dt. „Seebeben“), im japanischen Sprachgebrauch auch Maru-You genannt, waren ein für den Kamikazeeinsatz entwickelter Sprengboottyp der Kaiserlich Japanischen Marine sowie des Kaiserlich Japanischen Heeres, der in der Endphase des Zweiten Weltkriegs gegen alliierte Seeziele eingesetzt wurde. Sie wurden bis zur Kapitulation Japans am 15. August 1945 eingesetzt. Das japanische Heer entwickelte darüber hinaus noch einen eigenen Sprengboottyp namens Yon-shiki nikuhaku kōgekitei (四式肉薄攻撃艇), kurz Marure, der jedoch nicht von vornherein für den Kamikazeeinsatz konzipiert wurde.

## Entwicklung
Die Entwicklung der Shin’yō begann im Frühjahr 1944 und folgte der Forderung der kaiserlich japanischen Marine, ein kostengünstiges Konzept zu entwickeln, um einen alliierten Invasionsversuch der japanischen Hauptinseln erfolgreich abwehren zu können. Die Primärwaffe des Sprengbootes lag dabei in einer 270 kg schweren Sprengladung, die im Bug des Schiffes befestigt war und durch Aufschlagzünder explodierte. Die Hauptbauwerften des Sprengbootes waren:
- Marinewerft Kure
- Marinebasis Ominato
- Marinewerft Maizuru
- Schiffswerk Kimura
- Schiffswerk Tsurumi & Yokohama Nippon
- Automobilfabrik Nippon Sharyo Co.
- Automobilfabrik Toyota (Kariya)
- Automobilfabrik Toyota (Tokio)
- Mitsubishi-Werft (Nagasaki).

Die monatliche Produktionshöhe lag zwischen 400 und 600 Booten. So stieg die Zahl der Einheiten bis Frühjahr 1945 auf etwa 6200 Boote. Allerdings erfolgte der Bau nicht nur im japanischen Mutterland, sondern wurde auch in den von Japan annektierten Gebieten vorangetrieben. So unter anderem auf Java, den Philippinen, Shanghai und Singapur.

## Strukturierung und Rekrutierung

### Rekrutierung
Die Besatzungen für die Boote wurden in den Mittelschulen gesucht, so dass die Zielgruppe Jungen im Alter von 15 bis 16 Jahren waren. Die Anreize für die Piloten umfassten neben schneller Beförderung und den damit verbundenen Privilegien auch die Aussicht auf eine finanzielle Zuwendung an die Familie nach einem erfolgten Einsatz.

### Strukturierung
Die von den Jugendlichen gelenkten Sprengboote erhielten erfahrene Marinesoldaten als Verbandsführer. Im japanisch-kaiserlichen Heer gliederten sich die Verbände wie folgt:
- Bataillon (Gyro Tai)
  - Abteilungskommando (14 Mann)
    - Kompanie mit 30 Mann und 100 Booten
    - Kompanie mit 30 Mann und 100 Booten
    - Kompanie mit 30 Mann und 100 Booten.

## Produzierte Varianten
| Typvariante | Spezifikationen |
| Prototyp    | Der Prototyp der Shin’yō wurde als Serie im März 1944 gebaut, die acht Boote umfasste. Davon waren sechs Boote aus Sperrholz und zwei aus Metall. Anschließend erfolgten sowohl durch Marine- wie auch Heeresangehörige umfangreiche Tests. Der Prototyp hatte eine Länge von 6 m, war 1,67 m breit, wies einen Tiefgang von 0,33 m auf und war als Einsitzer ausgelegt. Der erste Test erfolgte am 27. Mai 1944. Die Leistungen befriedigten jedoch nicht, da bei dem Test zu viel Wasser über den Bug hinweg in den Rumpf gelangte, so dass die Marineleitung den Auftrag erteilte, weitere Versionen des Bootes mit einer neuen Bugform zu entwickeln, die jedoch aus Kostengründen aus Sperrholz zu fertigen waren. |
| Typ 1       | Der Typ 1, der wirkliche Prototyp, war 6 m lang und 1,65 m breit. Bei 1,35 t Verdrängung beschleunigte ein 67 PS starker Motor das Boot auf 26 kn. Damit war ein Fahrbereich von 103 sm möglich. Im Bug des Schiffes wurden 270 kg Typ-98-Sprengstoff (60 % TNA 40 % HDNA) untergebracht, die durch zwei Zünder aus japanischen Minen zur Explosion gebracht werden sollten. Der Pilot konnte das Ziel rammen und ein elektrischer Aufschlagzünder löste die Explosion aus, er konnte per Knopfdruck diesen Zünder auch elektrisch selbst auslösen, oder es wurde der mechanische Zünder verwendet, der durch eine Reißleine ausgelöst wurde. Die Subvariante von Typ 1, die „Modifikation 1“, die zur Behebung der Probleme mit der Bugform entwickelt wurde, hatte einen auf 5,10 Meter Länge verkürzten Rumpf, verdrängte 1,4 Tonnen und erhielt ein Stahlseil, das vom Bug bis zur Spitze einer Stange am Heck gespannt war und als Netzabweiser funktionieren sollte. Zwei ungelenkte 12-cm-Raketen konnten aus einfachen hölzernen Startvorrichtungen abgefeuert werden, die neben dem Piloten an den Rumpf montiert waren. Hauptwaffe blieb jedoch die Sprengladung im Bug. Der Pilot verfügte über ein Steuerrad, Motorbedienungselemente, die Vorrichtung zum Zünden der Sprengladung und einen einfachen Magnetkompass. Diese Boote des Typs 1 gingen in die Serienfertigung. |
| Typ 2       | Typ 2 war ein Tragflügelboot mit Holzrumpf, das von Y. Otsu entwickelt wurde und bei Yokohama Yacht Works endmontiert wurde. Das Boot wurde von einem innen liegenden 67-PS-Toyota-Motor angetrieben und war 6 Meter lang. Die geplante Geschwindigkeit von 30 Knoten wurde von den Testmustern nie erreicht. Die aufwändige Konstruktion zeigte Stabilitätsprobleme und erreichte nur 18 Knoten Spitzenleistung. Daher wurde dieser Typ nicht weiter verfolgt und die Produktion eingestellt. |
| Typ 3       | Über den Typ 3 wurde nur bekannt, dass er einen Außenbordmotor erhalten sollte, aber nie produziert wurde. |
| Typ 4       | Es wurde kein Typ 4 entwickelt, da die Zahl Vier in Japan als Unglückszahl gilt. |
| Typ 5       | Das als Führungsboot konzipierte Shin’yō hatte einen Rumpf aus Holz, war 6,50 Meter lang, 1,86 Meter breit und besaß eine Verdrängung von rund 2,15 t. Die zwei im Heck montierten Motoren von Nissan mit einer Leistung von je 67 PS beschleunigten das Boot auf ca. 25 kn, was einen Fahrbereich von 114 sm erlaubte. Es war als Zweisitzer konzipiert und erhielt für seine Führungsaufgaben ein Funkgerät. Zur Nahverteidigung diente ein 13-mm-Maschinengewehr, zusätzlich verbaute man die beiden ungelenkten 12-cm-Raketen, die man schon im Typ 1 verwendet hatte. Im Bugbereich des Schiffes wurde erneut die 270 kg schwere Sprengladung des Typ-1-Bootes platziert. Die Erprobungen begannen im September 1944. |
| Typ 6       | Die sechste Variante des Sprengbootes, die von Mitsubishi produziert wurde, kam über einige wenige Prototypen vor dem Kriegsende nicht mehr hinaus. Die Konstruktion sollte die bisherigen Probleme mit den ineffizienten Motoren aus der Automobilproduktion beheben, die für ihr vergleichsweise hohes Gewicht nur wenig Leistung lieferten. Man verstärkte den Rumpf eines Typ-1-Bootes und experimentierte mit einem Antrieb, der sich aus einer Treibstoffversorgung ähnlich der des Torpedo Typ 93 speiste. Für den Typ 6 sollte jedoch ein Strahltriebwerk verwendet werden, das mit einer Mischung aus Treibstoff und Wasserstoffperoxid betrieben werden sollte. Der Prototyp erreichte zunächst 50 kn, ging dann aber infolge eines Treibstofflecks und einer Motorüberhitzung in Flammen auf und schließlich unter. Zwei weitere Subtypen des Typs 6 wurden getestet, um die Antriebskonfiguration zu optimieren. Bei der Modifikation 1 wurde die Zahl der Einspritzdüsen im Triebwerk auf drei große Zuführröhren reduziert und eine Wasserkühlung für den Antrieb vorgesehen. Die Geschwindigkeit sollte 100 kn erreichen und der Treibstoffvorrat einen kurzen Sprint von 4500 Metern erlauben. Der Prototyp erreichte 70 kn, wurde aber schon von kleinen Wellen destabilisiert und in der folgenden Taumelbewegung schwer beschädigt. Das Problem wollten die Konstrukteure von Mitsubishi durch die Montage von kleinen Flügeln am Rumpf von Modifikation 2 lösen, was jedoch keine nachhaltige Lösung des Problems brachte. |
| Typ 7       | Der Typ 7 war eine Parallelentwicklung zu Typ 6 durch die Kaiserliche Marine in Yokosuka. Typ 7 sollte nicht durch ein Strahl-, sondern durch Raketentriebwerke betrieben werden. Dazu entschied man sich für die zehn Raketentriebwerke, wie sie auch in der Yokosuka MXY-7 verwendet wurden. Der Antrieb lieferte für zehn Sekunden Schub und sollte den Typ 7 für eine Strecke von 3500 Metern antreiben können. Die Erprobungen im Februar 1945 waren nicht zufriedenstellend, denn das Boot schnitt bei rund 60 kn mit dem Bug unter und überschlug sich. Das Programm wurde aufgegeben. |
| Typ 8       | War eine vergrößerte Version des Typs 5 und sollte eine Besatzung von drei Mann besitzen. Bei 8 Metern Länge wurde mit drei konventionellen Motoren eine Geschwindigkeit von 23 Knoten erreicht. Typ 8 war nicht als Sprengboot vorgesehen, sondern sollte als Torpedoboot zwei 28-cm-Typ-5-Torpedos mit einer Reichweite von 1500 Metern auf seine Ziele abfeuern. An der Stelle im Bug, an der die Vorgänger die Sprengladung trugen, war hier der Treibstofftank verbaut. Sie sollte ab Oktober 1945 in Serienfertigung hergestellt werden. |

## Gliederung und Einsatz

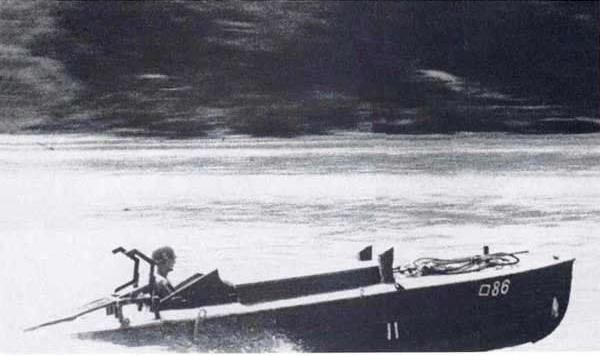
Ein Shin’yō wird nach dem Kriegsende durch einen amerikanischen Soldaten erprobt

Zur Verteidigung des japanischen Mutterlandes standen Anfang 1945 1950 Einheiten zur Verfügung, die sich wie folgt verteilten:
- 325 Boote in Hosojima
- 125 Boote in Aburatsu
- 500 Boote in Kagoshima (Insel Kyūshū)
- 50 Boote in Sakumo
- 175 Boote in Sumosaki (Insel Shikoko)
- 775 Boote um Tokio (Insel Honshū).

Mit dieser Streitmacht, so hatte die japanische Marineleitung errechnet, sollte eine mögliche alliierte Invasionsflotte zehn Tage und Nächte lang angegriffen werden können. Diese ununterbrochenen Attacken sollten die feindliche Flotte so schwächen, dass die Fortführung einer Invasion nutzlos erscheinen würde. Die Shin’yō wurden jedoch erst an dritter Stelle, hinter den bemannten Torpedos des Typ Kaiten und den Kleinst-U-Booten (wie dem Typ Kuryo) in der Prioritätenliste zur Abwehr einer Invasion durch Marinekräfte eingereiht. Die Sprengboote agierten in erster Linie als Ablenkungs- oder Unterstützungsboote. Bei der Eroberung der Insel Karene fielen den Alliierten erstmals 390 unversehrte Sprengboote in die Hände, die für Okinawa bestimmt waren.
In der Schlacht um Okinawa verlor die kaiserlich japanische Marine etwa 700 Sprengboote, deren Großteil noch in ihren Liegehäfen zerstört werden konnte. Die Verteidigungsstrategie der amerikanischen Seestreitkräfte beruhte auch auf dem Frühwarnsystem durch das Radar, das größere umfassende japanische Umklammerungsversuche aussichtslos erscheinen ließ. Durch Einheiten der Air Forces, deren Flugzeugträger meist in Luftreichweite, jedoch außerhalb des Wirkungskreises der Sprengboote lagen, wurden zahlreiche japanische Einheiten auch aus der Luft zerstört. Eine weitere Abwehrmethode gegen die Sprengboote war das Sperren besetzter Häfen durch Reihen spitzer Pfähle, wodurch die Bootskörper der Angreifer zerstört werden sollten.

## Angriffsweise
Die Angriffsweise der Boote glich meist der von vergleichbaren Sprengbooten anderer Marinen, die jedoch meist nicht für Kamikazeeinsätze eingesetzt wurden. Der Pilot sollte sich mit seinem Shin’yō zur Lärmvermeidung in Schleichfahrt oder mit gestoppten Motoren und Paddeln dem Ziel nähern. Kurz vor dem Ziel oder bei Entdeckung sollte er mit Volllast auf das Schiff zuhalten. Der Bootsmann hatte die Möglichkeit, kurz vor dem Einschlag nach hinten weg abzuspringen, um sich zu retten. Die meisten, denen dies gelang, wurden jedoch durch die Druckwelle getötet oder ertranken, da die massive alliierte Übermacht japanische Rettungsversuche verhinderte. Die Überlebenden gingen meist in Kriegsgefangenschaft. Für ihren Mut erfahren die überlebenden Besatzungen sowie die Hinterbliebenen durch Kamikazeaktionen Gefallener teilweise heute noch erhebliches Ansehen.

## Einsätze und Erfolge

### Operationen in philippinischen Gewässern
- 9./10. Januar 1945: Nächtlicher Angriff von 70 Sprengbooten[10] auf die US-Landungsflotte im Golf von Lingayen:
  - Landungsboot (Feuerunterstützungsschiff) LCI(G) 365 (versenkt)
  - Landungsboot (Mörserunterstützungsschiff) LCI(M) 974 (versenkt)
  - Landungsbootmutterschiff War Hawk (schwer beschädigt, 61 Todesopfer an Bord[11])
  - Panzerlandungsschiff LST 160 (moderat beschädigt)
  - Panzerlandungsschiff LST 925 (schwer beschädigt, auf Grund gesetzt, später abgeborgen und wieder repariert)
  - Panzerlandungsschiff LST 1025 (schwer beschädigt, auf Grund gesetzt, später abgeborgen und wieder repariert)
  - Zerstörer Robinson (leicht beschädigt, Sonar ausgefallen)

Insgesamt forderten die Angriffe der Sprengboote auf den US-Landekopf im Golf von Lingayen auf US-amerikanischer Seite 114 Tote und 377 Verletzte. Von den 70 eingesetzten japanischen Sprengbooten kehrte keines zurück.
- 31. Januar 1945: Einsatz von 30 Sprengbooten in der Manilabucht gegen die dortige US-Landungsflotte:
  - U-Boot-Jäger PC-1129[12] (versenkt, 2 Todesopfer an Bord)
  - PT-Schnellboot PT 77 (irrtümlich von US-Zerstörern Conyngham und Lough infolge falscher Erkennungssignale als Sprengboot identifiziert und versenkt)[10]
  - PT-Schnellboot PT 79 (irrtümlich von US-Zerstörern Conyngham und Lough infolge falscher Erkennungssignale als Sprengboot identifiziert und versenkt)
- 15./16. Februar 1945: Angriff von rund 30 Sprengbooten gegen US-Seestreitkräfte vor Mariveles:
  - Unterstützungslandungsboot LCS(L)-7 (versenkt)
  - Unterstützungslandungsboot LCS(L)-8 (schwer beschädigt)
  - Unterstützungslandungsboot LCS(L)-26 (versenkt)
  - Unterstützungslandungsboot LCS(L)-27 (schwer beschädigt[11])
  - Unterstützungslandungsboot LCS(L)-49 (versenkt)

An Bord der fünf getroffenen US-Landungsschiffe gab es insgesamt 74 Tote. Von den angreifenden Sprengbooten kehrte keines zurück. Es handelte sich hierbei um die letzten Einsätze der japanischen Sprengboot-Einheiten auf den Philippinen. Insgesamt verloren die sieben auf den Philippinen eingesetzten japanischen Sprengboot-Gruppen 912 Angehörige, wobei allerdings der überwiegende Teil der Verluste nicht im Rahmen der eigentlichen Einsätze der Sprengboote entstand, sondern infolge von Luftangriffen auf die Stationierungsorte, Unfällen und finalen, teils von Suizidhandlungen begleiteten Kämpfen an Land eintrat.

### Operationen während der Schlacht um Okinawa
- 31. März 1945: Angriff von 50 Sprengbooten auf die anlaufende beziehungsweise sich sammelnde US-Landungsflotte nahe der Kerama-Inseln:
  - Mittleres Landungsschiff LSM-12 (schwer beschädigt, aufgegeben, am 4. April 1945 gesunken)[13]
- 3./4. April 1945: Attacke von vier Sprengbooten auf US-Landungsschiffe vor Chinen:
  - Landungsboot (Feuerunterstützungsschiff) LCI(G) 82 (versenkt, acht Todesopfer an Bord)[13]
- 8./9. April 1945: Angriff einer kleinen Anzahl (vier?) von Sprengbooten auf US-Transportkräfte von nördlich von Naha:
  - Transportschiff Starr (AKA-67) (leicht beschädigt, vier Verletzte)[13]
  - Zerstörer Charles E. Badger (schwer beschädigt, behelfsmäßig repariert, in die USA überführt und 1946 außer Dienst gestellt)
- 15. April 1945: Angriff vor Naha:
  - Minensuchboot YMS-331 (beschädigt)[13]
- 27./28. April 1945: Attacke einer unbekannten Anzahl von Booten in der Bucht von Nagagusuku:
  - Zerstörer Hutchins (das Boot traf das Schiff nicht direkt, sondern warf Wasserbomben nahe dem Zerstörer ab[14]; erheblich beschädigt, behelfsmäßig repariert, im November 1945 außer Dienst gestellt[15])
  - Transportschiff Bozeman Victory (VC2-S-AP3) (schwer beschädigt, sechs Verletzte)[13][A 3]
- 28./29. April 1945: Attacke einer unbekannten Anzahl von Booten in der Bucht von Nagagusuku:
  - Unterstützungslandungsboot LCS(L)-37 (schwer beschädigt, vier Verletzte, auf Grund gesetzt und aufgegeben)
- 4. Mai 1945: Attacke einer unbekannten Anzahl von Booten in der Bucht von Nagagusuku:
  - Transportschiff Carina (AKA-74) (schwer beschädigt, sechs Verletzte)[16]

Bis Mitte Mai 1945 wurden die verbliebenen Sprengboot-Einheiten auf Okinawa weitgehend aufgerieben und die restlichen Besatzungen nachfolgend in den Kämpfen zu Lande eingesetzt.

## Verluste
Die japanischen Unterlagen verzeichnen 2557 Tote unter Piloten und Unterstützungskommandos.

## Belege und Verweise